# Estació de Montgat Nord
Montgat Nord (abans anomenada Montsolís) és una estació de ferrocarril propietat d'adif situada al barri de Montsolis de la població de Montgat a la comarca del Maresme. L'estació es troba a la línia Barcelona-Mataró-Maçanet per on circulen trens de la línies de rodalia R1 i RG1 operades per Renfe Operadora.

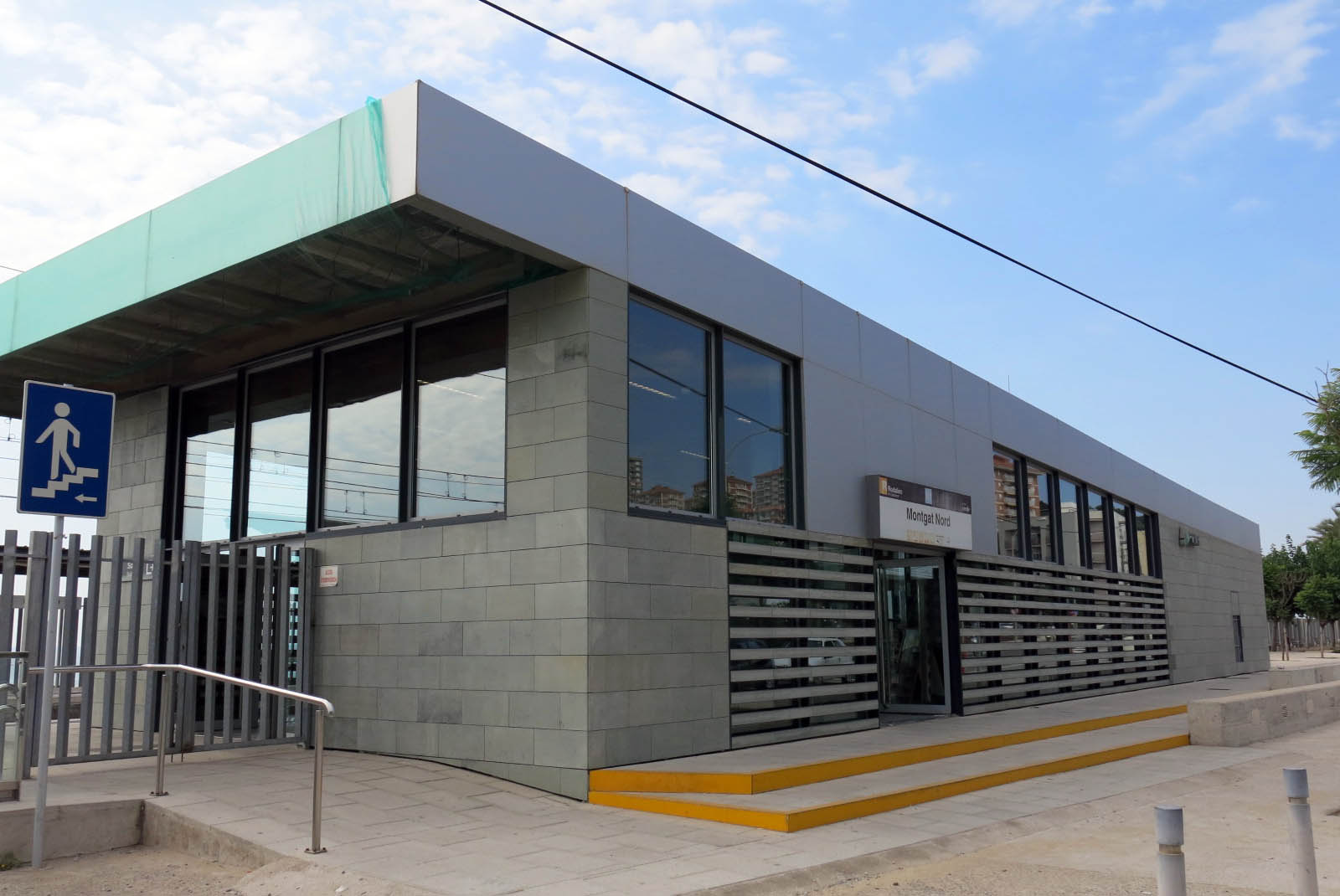
L'edifici de l'estació.

Aquesta estació de la línia de Mataró es va construir anys més tard a l'arribada del ferrocarril, el ferrocarril de Barcelona a Mataró va entrar en servei el 28 d'octubre de 1848, la primera línia de ferrocarril de la península Ibèrica. A Barcelona es va construir la terminal entre la Barceloneta i la Ciutadella, a la vora del Torín a l'inici de la desapareguda avinguda del Cementiri, que posteriorment seria substituïda per l'Estació de les Rodalies. La iniciativa de la construcció del ferrocarril havia estat de Miquel Biada i Bunyol per dur a terme les múltiples relacions comercials que s'establien entre Mataró i Barcelona.
L'any 2016 va registrar l'entrada de 333.000 passatgers.

## Serveis ferroviaris
| Procedència/Destinació                  | <       | Línia | >         | Procedència/Destinació                               |
| --------------------------------------- | ------- | ----- | --------- | ---------------------------------------------------- |
| Rodalia de Barcelona                    |         |       |           |                                                      |
| Molins de Rei L'Hospitalet de Llobregat | Montgat |       | El Masnou | Mataró Arenys de Mar Calella Blanes Maçanet-Massanes |
| Rodalia de Girona                       |         |       |           |                                                      |
| L'Hospitalet de Llobregat               | Montgat |       | El Masnou | Figueres Portbou                                     |